# Ernst Mohr
Ernst Mohr (alemany: Ernst Max Mohr)  (Ebersbach an der Fils, 20 d'abril de 1910 - Berlín, 16 de maig de 1989) va ser un matemàtic alemany.

## Vida i Obra
Mohr va estudiar a les universitats de Tubinga, Múnic i Göttingen, obtenirn el doctorat el 1933 en aquesta última sota la direcció de Hermann Weyl. Weyl, que era jueu, va marxar d'Alemanya, i Mohr va intentar, sense èxit, quedar-se a Göttingen com assistent del seu substitut, Helmut Hasse. El 1934 va ser nomenat professor de la universitat tècnica de Breslau, i a partir de 1938 també ho va ser simultàniament de la facultat de ciències de la universitat de Breslau. El 1942 va ser destinat a la universitat Carolina de Praga.
Mohr, que no era jueu, tampoc tenia cap mena de simpatia amb el nazisme. Així, el 12 maig de 1944 va ser detingut amb la seva dona per la Gestapo. El 24 d'octubre va ser jutjat i sentenciat a mort, tot i que ell només va reconèixer haver escoltat la BBC. Gràcies a la intervenció del professor Hans Rohrbach, qui va afirmar que la seva recerca era necessària per a la guerra, va aconseguir ajornar sis mesos l'execució de la sentència i ser traslladat a una presó prop de Berlín. Quan l'Exèrcit Roig va arribar a Berlín l'abril de 1944, Mohr va ser alliberat només uns quants dies abans del termini de sis mesos de l'ajornament de condemna. Tot i aquestes penalitats, el 1947 encara estava esperant el reconeixement oficial de víctima del nazisme i la seva pena de mort no va ser revocada fins al 1958.
El 1946 va ser nomenat catedràtic de matemàtiques aplicades de la universitat Tècnica de Berlín, càrrec en el que va romandre fins a la seva jubilació el 1978. Va morir a Berlín el 1989.